# King Salmon
Pour les articles homonymes, voir King Salmon (homonymie).
King Salmon (en japonais キングサーモン) est un jeu vidéo de pêche sorti en 1992 sur Mega Drive. Le jeu a été développé par Sage's Creation et Hot-B. Il a été édité par Sega au Japon et Vic Tokai aux États-Unis. Il est aussi connu sous le nom King Salmon: The Big Catch aux États-Unis.